# Per Fredrik Widmark
Per Fredrik Widmark, född 30 april 1837 i Ljusdals socken, död 12 mars 1895 i Bie, var en svensk skriftställare och lexikograf. Han var son till lantmätaren och landshövdingen Per Henrik Widmark och Carolina Ström.
Widmark blev 1854 student vid Uppsala universitet och var 1861-72 vikarierande lärare vid läroverket i Luleå, där han samtidigt (1864-73) förestod tidningen Norrbottens-kuriren, och var sedermera sysselsatt huvudsakligen med språkvetenskapliga och litterära arbeten. 
I förening med Lars Gabriel Nilsson och August Zacharias Collin med flera utarbetade Widmark Engelsk-svensk ordbok (1875) och utgav i eget namn Tysk-svensk ordbok (1883-89). Dels under märket P.F.W., dels under pseudonymen Staffan författade Widmark en mängd tillfällighetsstycken på vers och prosa.